# Història del Panjab
La història del Panjab abraça els esdeveniments de la regió fins al seu repartiment el 1947 primer en dues províncies segons la religió i després entre l'Índia i el Pakistan, quan cada part inicia una història pròpia separada. Per la història a partir de 1947 vegeu: Panjab (Índia) i Panjab (Pakistan).

## Antiguitat

### Neolític
Vers el 3000 aC les comunitats s'havien desenvolupat a la vora del riu Indus donant origen a la civilització de l'Indus, amb ciutat com Harappa propera a Sahiwal al Panjab occidental, i Mohenjo Daro al Sind. La civilització va entrar en declivi després del 1900 aC per causes no aclarides que podrien anar des d'un canvi climàtic, a una urbanització no sostenible. A partir de vers el 1500 aC els aris es van estendre cap a la conca del Ganges.

### Dominació dels aris
Panjab fou la seu del primer establiment ari a l'Índia i el Rig Veda fou com posat probablement en aquesta regió. Un esdeveniment important és la batalla dels deu reis a la riba del Parusni (identificat amb el Ravi)
entre el rei Sudas de la nissaga Trtsu del clan Bharata, i una confederació de deu tribus de l'altra; aquestes deu tribus eren els prurus, druhyus, anus, turvases, yadus, pakhtes, alines, bhalanes, visanins i sives.
En el posterior període vèdic el centre de la civilització ària es va desplaçar cap al sud-est entre el Sutlej i el Jumna a la terra sagrada de Kurukshetra entorn de Thanesar, el camp de batalla del Mahabharata, mentre Indrapat prop de Delhi encara conserva el nom de la capital de Vudhishthira, Indraprastha.
Vivien al Panjab els grups dels kamboges, trigartes, madres, malaves, pauraves, bahlikes i yaudheyes que van estar al costat dels kauraves en una batalla de 18 dies contra els pandaves. Aquests grups ocupaven posicions claus en el bàndol kaurava durant tota la guerra èpica. Un altre esdeveniment èpic és la lluita entre l'indoari Rishi Visvamitra de Kurukshetra i el savi Vasishtha del nord-oest del gran Panjab (la regió entre Kabul i vall del Swat d'un costat i Delhi de l'altre). En un dels himnes el savi Visvamitra invoca als rius Vipasa (Beas) i Sutudri (Sutlej). Vasishta va demanar suport dels guerrers panjabis dels grups iranians orientals: els shakes, els kamboges, els pahlaves i altres, amb ajut dels quals va derrotar l'exèrcit de Visvamitra i els seus cent fills, que van morir tots menys un; aquest enfrontament sembla simbolitzar la lluita entre els kshatriya i les classes sacerdotals de l'era èpica però altres erudits consideren que era la lluita dels aris contra els invasors escites o sakes, yavanes, kamboges, pahlaves i altres des del nord-oest. Aquestes lluites serien relativament recents, potser al segle ii aC.

### Satrapia persa
Per un breu període després del 500 aC el Panjab hauria format part de l'imperi Persa. La satrapia (anomenada VII) fou conquerida per Darios I el Gran i s'estenia de Kalabagh a la mar, pagant un notable tribut. Darios hauria destruït els regnes aris de Gandhara i Kamboja. El Sind, també conquerit formà la satrapia XX. Es diu que aquestes dues satrapies eren les més riques de l'imperi Persa. Darios I va enviar al grec Escílax de Carianda a explorar l'oceà Índic de la boca de l'Indus a Suez, i el grec va deixar escrit un relat del viatge. Hecateu de Milet al final del segle vi aC i Heròdot (vers 483-431 aC) també esmenten la satrapia de l'Índia.

### Expedició d'Alexandre el Gran
Alexandre el Gran el 327 aC arribà a l'Indus i el va creuar entrant a territoris més enllà de l'imperi Persa. El riu fou creuat a Ohind penetrant en territori dependent del regne de Poros, que governava al doab de Chaj. La capital del territori envaït era Tàxila (en sànscrit Takshasila), modernament les ruïnes de Xahdheri, una gran i pròspera ciutat a tres dies de marxa des de l'Indus; el seu governador Omphis o Tàxiles, estava revoltat contra Porus, i va rebre els macedonis amb satisfacció. Deixant a Filip com a sàtrapa a Tàxila, Alexandre, reforçat per cinc mil indis manats pel mateix Tàxiles, va avançar cap a l'Hydaspes (riu Jhelum) on va trobar a Porus disposat a fer-li front i impedir-li el pas del riu, segurament prop de la ciutat de Jhelum. Però Alexandre va donar el tomb pel flanc dret de l'enemic per passar el riu més amunt i va derrotar Porus amb fortes pèrdues. El rei fou capturat però aviat Alexandre el va admetre com a aliat i li va concedir el territori entre el Jhelum i el Chenab (Bhimbar i Rajauri).
El seu nebot, de nom també Porus, virrei de Gandaris (probablement la moderna Gondal Bar entre el Chenab i el Ravi) també havia ofert la seva submissió, però Alexandre va creuar el Chenab i el va expulsar més enllà del Ravi; aquí, al modern districte d'Amritsar o al de Gurdaspur, la capital dels adraistoi, Pimprana, es va rendir als macedonis; Alexandre va atacar llavors Sangala, capital dels kathaioi, que va prendre per assalt, i va avançar cap al Beas; els soldats no volien creuar aquest riu i Alexandre va erigir dotze altars a la seva riba per marcar els límits orientals de la seva invasió, i va retornar al Jhelum, deixant a Porus com a governador de tot el territori conquerit a l'oest del Beas.
A la ciutat fundada per Alexandre anomenada Bucefàlia (Bucephala) que podria ser Jhelum, Alexandre va preparar una petita flota per navegar pel riu Jhelum i l'Indus cap a la mar. Des de l'octubre del 326 aC els macedonis van avançar en dues divisions, una per cada costat del riu i amb Alexandre i algunes tropes amb la flota que es diu que tenia prop de dos mil vaixells grans i petits. A la capital de Sophytes (probablement Bhera) se li va unir Filip i llavors van envair els territoris dels malloi i oxydrakoi, dues poderoses tribus que dominaven el territori al sud de la confluència del Jhelum amb el Chenab. Les fortaleses dels oxyadroi aviat van caure en mans dels macedonis com la ciutat de Brahman (que podria ser Atari o Shorkot) però la capital va oferir una desesperada resistència i va haver de ser presa a l'assalt en el qual el mateix Alexandre fou ferit. Finalment els malloi i oxydrakoi es va sotmetre i el territori de la satrapia de Filip es va estendre fins a la confluència del Chenab amb l'Indus, incloent-hi els territoris de les tribus dels xathroi i ossadioi. A la confluència d'aquests dos rius Alexandre va fundar una ciutat que probablement fou la moderna Uchchh Sharif, i llavors va salpar per l'Indus en direcció sud, cap a la capital dels sogdoi, on va fortificar una altra ciutat, va construir drassanes, i va reparar els seus vaixells.
El viatge el va portar al regne de Musicà (Musicanus, sànscrit Mûshika) corresponent al modern Sind. Per tant, Alexandre no va fer cap intent de dominar el Panjab a l'est del Jhelum, que havia de ser un regne dependent de Porus, mentre Filip governava el doab de Sind-Sagar com a sàtrapa.
La situació no va durar. El 324 aC Filip fou assassinat pels seus mercenaris i ja no es va nomenar successor, ordenant-se a Eudem (Eudemos o Eudemus) i Tàxiles agafar l'administració.

### Període postalexandri
Després de la mort d'Alexandre el 323 aC el rei Porus va expulsar al grec Piton o Peithon del Sind, i en revenja el sàtrapa Eudem el va capturar i el va executar el 317 aC. La seva mort fou el senyal de la revolta nacional contra el poder macedoni. Eudem es va haver de retirar amb els soldats macedonis, i Chandragupta (Sandrocottus) de la dinastia maurya es va apoderar del Panjab i de la vall inferior de l'Indus.
Chandragupta era natiu del Panjab i va organitzar les tribus de la moderna Província de la Frontera del Nord-oest contra els grecs. El seu domini del Panjab li va permetre conquerir Magadha; quan uns anys després, el 305 aC, Seleuc I Nicàtor va anar a l'Índia per recuperar les conquestes d'Alexandre, va acabar cedint a Chandragupta no sols els territoris a l'est de l'Indus sinó altres a l'oest i li va donar a la seva filla en matrimoni.
Sota el seu fill Bindusara i especialment sota el seu net Asoka, el budisme va esdevenir la religió d'estat al Panjab tal com consta en el pilar erigit a Topra i per les restes budistes a Sui Vehar (al que fou el principat de Bahawalpur) i a la vall de Kangra. Sota la dinastia maurya la ciutat de Tàxila va restar la seu d'un gran virregnat que s'estenia del Sutlej a l'Hindu Kush i que possiblement arribava fins al Sind.
A la mort d'Asoka, el rei Eutidem I de Bactriana, que vers el 223 aC havia enderrocat el darrer rei de la primera dinastia grega de Bactriana, Diodot II, va estendre el poder grec cap a l'Índia.
Vers el 206 aC Antíoc III el Gran va reconèixer la independència de Bactriana, va creuar el Paropamisos cap a l'Índia i va fer un tractat amb el rei Sophagasenas (Subhagasena) retornant a Síria l'any següent; Eutidem va fer llavors conquestes a l'Índia establint l'embrió del futur regne Indogrec, reduint el Panjab, reconstruint Sagala (rebatejada Euthydemia) i estenent els seus dominis tan lluny que Justí l'anomena rei dels indis.
El seu fill Demetri I de Bactriana va fundar a les conquestes índies el regne Indogrec i va deixar el govern de Bactriana al seu fill Eutidem II vers el 180 aC, mentre un altre fill Pantaleó va rebre Gandhara, Paropamísades i Aracòsia. La branca de Bactriana fou enderrocada vers 170 aC per Eucràtides I de Bactriana que va fundar la dinastia eucràtida. La branca de Gandhara, Paromisades i Aracòsia va acabar governant al Panjab probablement per herència vers el 165 aC; l'intent d'aquesta branca de recuperar Bactriana es va acabar amb la derrota i mort del rei Demetri I vers el 150 aC.
El poder grec al Panjab es va consolidar amb Menandre I a la meitat del segle ii aC quan els territoris s'estenien (segons Plutarc) fins als deltes dels rius Indus i Narmada. Després del govern de Menandre I vers 150-135 aC, la seva vídua Agatocleia o Agatoclea, va exercir la regència en nom del seu fill Estrató I mentre un altre fill o un germà de Menandre s'establia als Paropamísades, Gandhara i Aracòsia.
Aquesta darrera branca es va dividir després del 100 aC en les del Paropamísades i la de Gandhara i Aracòsia i les dues van acabar vers el 70 aC eliminades pels invasors yuezhi. La branca de l'Índia va governar al Panjab occidental amb Epànder (vers 95-90 aC) i Arkhebios (vers 90 aC - 85 aC) i després d'una breu dominació de Maues, el rei escita expulsat de Sogdiana pels yuezhi (que aviat va fundar un regne indoescita al nord-oest del Panjab amb seu a Tàxila), va seguir amb Thraso, Artemidor i finalment Apol·lodot (després del 80 aC) que va conquerir el Panjab oriental.
A la seva mort els territoris es van repartir potser entre dos fills, Hipostratos (Panjab occidental) i Dionisi (Panjab oriental). El primer fou enderrocat vers el 57 aC pel rei indoescita Azes I i el segon va tenir successors en Zoilos II, Apol·lofanes i Estrató II fins que vers el 10 dC el regne fou eliminat pel rei indoescita Rajuvula.

### Sakastana i Kusana i kuxanxahs
Al seu torn els indoescites o sakes foren eliminats pels kuixana, una tribu del yuezhi, sota Kozula o Kujula Kadfises (meitat del segle I) com també ho foren els indoparts establerts a Tàxila als darrers anys del segle I aC sota Gondofares (els indoparts van subsistir uns anys a Sistan i Kandahar), i el seu fill Vima Takto i el net Vima Kadfises van dominar tot el nord-oest de l'Índia vers 80-100; entorn del 100 va pujar al tron el seu fill Kanishka I sota el qual el poder dels kushana va arribar al cim. Les monedes kuixana porten imatges de deïtats zoroastrianes, gregues i hindús.
A Kanishka el van succeir Hushka (Huvishka) i Jushka (Vasudeva); sota aquest darrer els dominis kushana a la vall de l'Indus i Afganistan es van perdre i finalment vers el 240 es va establir el poder sassànida amb els indosassànides o kuixanxahs (virreis dels kusans).

### Huns kidarites o vermells i huns heftalites o blancs
Durant el segle IV els kuixanxahs desapareixen sota les invasions dels huns kidarites (coneguts pels xinesos com a ki-to-lo, pels indis com a hunes, i anomenats també Yuezhi Menors) que després foren coneguts com a huns vermells o rojos o del sud, i al segle V pels huns heftalites (huns blancs o occidentals) o indoheftalites.
El rei heftalita Toramana governava a l'inici del segle vi i el va succeir el seu fill Mihirakula; van tenir capital a Sagala i van dominar l'Índia del nord; Mihirakula va portar una política de persecució del budisme cosa que segurament va contribuir a la seva caiguda i el 542 havia estat expulsat del nord de l'Índia i segons el Rajataringini, i s'havia refugiat a Caixmir i al Panjab amb capital a Sialkot fins que finalment fou enderrocat a Karor el 544.

### Kuixanoheftalites o turcxàhides
Derrotats els heftalites a l'oest a la meitat del segle VI (vers 565) per una aliança entre el kanat turc i els sassànides, fou restablerta alguna autoritat de prínceps indosassànides (kuixanoheftalites o turcxàhides), autoritat que va durar fins a l'establiment del poder del califat Raixidun que es va estendre a la zona a la meitat del segle VII; els kuixanoheftalites van formar alguns estats a Bamiyan, Kapisa i la vall de Kabul a la meitat del segle VI mentre que al Panjab a l'est del Jhelum va establir la seva autoritat el gran regne de Thanesar especialment sota Harsa (Harshavardhana).
A la meitat del segle VII el pelegrí xinès budista Hiuen Tsiang va visitar la zona incloent Tàxila i Singhapura a la serra de la Sal que depenien de Caixmir mentre que el Panjab central de l'Indus al Beas formava el regne que anomena de Tseh-kia amb capital prop de Sakala, del que depenia el principat de Multan.

### Tomars i hinduixàhides
A l'inici del segle VIII el regne de Thanesar va desaparèixer i la dinastia tomara de Kanauj va agafar el relleu al sud-est del Panjab, dominant Hansi i fundant Delhi (després de segles de domini els tomars foren suplantats pels chauhans d'Ajmer el 1151). A la resta del Panjab es va establir al segle VIII el domini dels hinduixàhides.

## Edat mitjana

### Musulmans
Els musulmans van envair el Panjab per dues rutes. La primera vegada que hi van arribar fou vers el 659 quan el califa Alí ibn Abi Tàlib va nomenar governadors a la frontera de l'Índia i vers el 664 un general musulmà va penetrar fins a Multan, però es va tractar d'una expedició sense conquesta permanent. El 712 el general Muhàmmad ibn Kasim va conquerir Sind i Multan que llavors estava a la riba nord del Ravi als dominis de Dahir, rei del Sind.
Multan fou la base de posteriors conquestes; Bramhapur, al Jhelum (la moderna Shorkot), Ajtahad i Karor van rebre guarnicions; posteriorment amb 50.000 homes va marxar via Dipalpur fins al peu de les muntanyes de l'Himàlaia prop de Jhelum, però la seva execució va impedir posteriors avanços. La província de Multan encara va tardar uns anys a ser reduïda i la part del Panjab dependent de Caixmir sotmesa.
El 871 el poder del califat estava en decadència i Multan va esdevenir estat independent sota una dinastia àrab. La resta del Panjab va quedar dividida entre diverses dinasties hindús: una dinastia braman a Ohind, que dominava la serra de la Sal; Jalandhara o Trigarta (regne esmentat des de 804); els hinduixàhides; i alguna altra. Així va passar més d'un segle.

### Gaznèvides i gúrides
La continuació de la conquesta va tenir com a origen Gazni. El 962 un oficial turc yamínida dels samànides en rebel·lió, Anagtegin, va expulsar de Gazni al sobirà local Abu Bakr Lawik, que era vassall dels hinduixàhides i encara que aquests van recuperar el poder, Abu Ishak ben Alptegin, el fill d'Alptegin, va aconseguir retornar el 964 i es va poder mantenir a costa de reconèixer la sobirania samànida. El 977 Abu Mansur Sebuktegin, governador de Gazni (gendre d'Alptegin) va derrotar a uns rebels partidaris de l'antic sobirà local de Gazni i les tropes, després de la victòria (abril del 977) el van aclamar com a nou sultà.
El 979 Jaipal (Jai Pal, Djaypal), rei hinduixàhida de Lahore va marxar a Gazni per enfrontar a Sebuktegin; les tropes es van trobar a Laghman, però finalment la guerra fou evitada mitjançant un tractat i Jaipal es va retirar, però va retornar el 988 aliat als reis de Delhi, Ajmer, Kalinjar i Kanauj, i al mateix lloc es va lliurar la batalla en la qual els reis hindús foren derrotats; Jaipal va haver d'entregar quatre fortaleses en direcció a Gazni i Sebuktegin va ocupar tot el territori damunt de l'Indus. Shaykh Hamid, príncep de Multan, va reconèixer a Sebuktegin com a sobirà.
El sultà de Gazni va morir el 997 i el va succeir el seu fill Ismail ben Sebuktegin (997-998) mentre el germà d'aquest, Mahmud ben Sebuktegin (conegut després com a Mahmud de Gazni), va assolir el comandament de l'exèrcit al Khorasan (província del Califat). El govern d'Ismail només va durar uns set mesos; Mahmud reclamava ser reconegut com a sobirà únic i va obtenir el suport del seu germà Nasr, governador de Bust, i del seu oncle Bughračuk, governador d'Herat, derrotant Ismaïl en una batalla lliurada a la rodalia de Gazni el març del 998.
Mahmud va iniciar aviat una sèrie d'expedicions a l'Índia; a la primera Jaipal fou derrotat prop de Peshawar (1001) i es va suïcidar. El va succeir el seu fill Anandpal (Anand Pal o Anandapal). Mahmud va conquerir Bhatia (probablement Uchhh) el 1005, i poc després Abul Fateh, el governador lodi de Multan, que havia abraçat les doctrines ismaïlites, es va aliar a Anand Pal però aquest fou tanmateix derrotat també prop de Peshawar el 1006, i Abul Fateh de Multan es va sotmetre als gaznèvides el 1006 o 1008; al cap de poc temps es va revoltar altre cop, quan Anand Pal, aliat als rages d'Ujjain i Gwalior, va enfrontar altre cop al sultà gaznèvida, però l'hindú fou novament derrotat per tercera vegada a la rodalia de Peshawar i Mahmud va saquejar Nagarkot (Kangra). Abul Fateh fou derrotat el 1010 i deportat, i Masud, fill de Mahmud, fou nomenat governador.
El 1014 Mahmud va conquerir Nandana a la serra de la Sal, expulsant a Trilochan Pal, fill i successor d'Anand Pal, que va haver de fugir a Caixmir; el mateix any va saquejar Thanesar; el Panjab va quedar conquerit en la seva major part en els següents anys i el domini va quedar consolidat el 1021 quan Trilochan Pal va intentar recuperar el poder però fou derrotat i mort.
Masud I ben Mahmud va conquerir Hansi, la capital de la regió de Siwalik, el 1036, però el 23 de maig de 1040 fou derrotat a Dandankan (o Dandanakan) pels seljúcides i el 1041 fou enderrocat i mort en un cop d'estat quan anava cap al Panjab; encara que després Gazni va restar el centre dels dominis gaznèvides, progressivament la regió del Panjab va anar desplaçant la vella capital com a centre del poder; Ibrahim ben Masud (1059-1099) va fer un tractat de pau amb els seljúcides que van cedir Khuttal, Txaghaniyan i Kubadiyan, tractat que es va refermar amb aliances matrimonials, el que li va deixar les mans lliures a l'Índia on va poder restablir el domini gaznèvida al Panjab; en una data posterior al 1072 va agafar el títol de sultà. El seu fill Sayf al-dawla Mahmud va rebre el govern de Lahore, va continuar les campanyes al Panjab (1076-1088) i va conquerir Agra i altres llocs però quan va intentar usurpar el poder fou empresonat (1088). Ibrahim va morir el 25 d'agost de 1099, sent el sobirà gaznèvida amb un regnat més llarg.
El va succeir el seu fill Masud III Alal al-Dawla que va atacar Kanauj sotmetent als sobirans hindús. Va conservar l'aliança amb els seljúcides i va tenir un regnat en general pacífic fins a la seva mort el febrer o març de 1115. Llavors va esclatar una guerra successòria. Xersad ben Masud el va succeir però fou obligar a renunciar al cap d'un any (febrer o març del 1116) i el seu intent de contrarevolució li va costar la vida. El seu germà Màlik Arslan Xah va ocupar el poder i va fer matar tots els seus germans, però un d'aquests, Bahram Xah, es va salvar en estar fora del seu abast i va demanar suport al seljúcida Sandjar que li va donar; després d'una primera batalla els seljúcides van obtenir una victòria decisiva (febrer del 1117) a la plana de Xahrabad Gazna, i Bahram fou col·locat al tron com a tributari.
Màlik Arslan Xah va fugir cap als seus dominis a l'Índia on va reunir un exèrcit amb l'ajut del governador Muhàmmad ibn Ali de la família dels Bu Halim Shaybani, i quan les tropes de Sandjar van sortir de Gazni, va retornar a la seva capital de la qual Bahram Xah va fugir sense intentar cap mena de resistència. Sandjar va enviar una nova expedició per restaurar a Bahram Xah i al cap d'un mes les forces seljúcides tornaven a ser a Gazni (6 de febrer de 1118) i Arslan Xah fou fet presoner poc després i fou executat el setembre/octubre del 1118 quan tenia 27 anys.
El 1119 Bahram va entrar a les possessions índies per sotmetre a Muhàmmad Abu Hatim o Halim, governador de Lahore. Va fer tres campanyes al Panjab (gener del 1119, finals de 1120 i 1129). Protegit per Sandjar va regnar sense quasi incidències fins al 1135 quan va tractar de separar-se de la tutela de Sandjar però no va tenir èxit i fou derrotat, però tot i així fou perdonat i mantingut al tron, i llavors va restar lleial. Va tenir un conflicte amb els shansabànides de Ghor i un príncep d'aquests fou empresonat quan visitava Gazni i executat; el seu germà el va voler venjar i fou derrotat el 12 de maig de 1149 i penjat a la plaça pública; un altre germà, Ala al-Din Husayn, va prendre venjança pels dos i finalment va entrar a Gazni el 1150/1151 (desembre de 1050 o gener de 1051) i la va destruir. Bahram Xah va fugir a l'Índia. Més tard Ala al-Din Husayn va caure presoner dels seljúcides i Bahram va retornar a Gazni que va tractar de reconstruir. Va morir el febrer o març del 1157 i el va succeir el seu fill Khusraw Xah ben Bahram (1157-1160) que només dominava Zabulistan, Kabul i Gazni i el Panjab mentre la resta dels antics dominis ja estaven en mans dels gúrides que van seguir ocupant territoris. Sandjar va morir just el 1157 i Khusraw es va quedar sense un poderós aliat i protector.
Khusraw Xah va morir el juliol de 1160 i el va succeir el seu fill Khusraw Màlik (1160-1187) sota el qual els seus dominis van continuar desapareixent; el 1163 els oghuz es van apoderar de Gazni i els dominis afganesos reduint als gaznèvides a Panjab i Sind; els oghuz al seu torn foren eliminats al cap de poc pels gúrides que hi van establir una branca.
Khusraw Màlik conservava Lahore, Multan, Peshawar i Sind. Els gúrides (Ghiyath al-Din Muhàmmad 1163-1203), van conquerir Multan (1175/1176) que havia caigut en poder dels ismaïlites, i després van assetjar Uchchh, que fou entregada per la rani, conquerint tot seguit Peshawar (1179/1180); Khusraw com a sobirà a Lahore va haver de pagar tribut. Amb el suport dels guerrers hindús khokars, Khusraw Màlik va poder resistir un temps fins que es va rendir (juliol o agost de 1187) i fou enviat presoner al Ghardjistan on fou assassinat amb el seu hereu Màlik Xah i altres fills al començament del 1190. Les conquestes de Multan i Lahore fou l'obra de Muizz al-Din Muhàmmad (Shihab al-Din Muhàmmad) que governava Gazni per compte del seu germà Ghiyath al-Din Muhàmmad i després fou sultà (1203-1206).
Muizz al-Din Muhàmmad va fer la seva primera gran expedició al sud-est del Panjab el 1191. Va conquerir Sirhind on va establir una guarnició i va avançar per trobar a Prithwi Raj d'Ajmer, que amb el seu germà Gobind Rai, raja de Delhi, i altres rages hindús, el va trobar a Talawari (Tarain) prop de Thanesar. Muhàmmad fou derrotat i ferit; a l'any següent va retornar i encara que no va arribar a temps de salvar Sirhind que els hindús assetjaven i van acabar conquerint, va derrotar a Prithwi Raj i al seu germà Gobind Rai de Delhi al mateix camp de batalla de Talawari; el primer fou fet presoner i el segon va morir en la batalla. Amb aquesta victòria, Ajmer, i la regió de Siwalik incloent Hansi va caure a les seves mans (1192). El seu general esclau Aybak Kutb al-Din va completar la seva obra en els següents anys: el 1193 va conquerir Delhi; no obstant les tribus de la serra de la Sal van fer difícils les comunicacions entre Gazni i Lahore.
Ghiyath al-Din Muhàmmad es va posar malalt el 1201 quedant incapacitat per regnar, i Muizz al-Din va retornar de l'Índia (1202) i va assolir el govern. El sultà va morir a Herat el 1203 i Muizz al-Din llavors va esdevenir el successor. Muizz al-Din va conservar Gazni i l'Índia per a si mateix però va cedir altres parts dels dominis als seus parents: Diya al-Din Muhàmmad de Nixapur fou instal·lat com a màlik de Firuzkuh i Baha al-Din Sam I va conservar Bamian.

### Domini de Delhi
El 1206 Muizz al-Din fou assassinat per un sicari ismaïlita a la vall de l'Indus on estava fent una campanya contra els khokars del Panjab. Llavors l'exèrcit, format per tropes natives de Ghur i altres llocs de l'Afganistan, i per ghulams turcs, es va dividir: els primers van donar suport com a successor a Baha al-Din Sam I de Bamian però aquest va morir en aquells dies i llavors van proposar als seus dos fills Djalal al-Din Ali i Ala al-Din Muhàmmad; mentre els turcs donaven suport a un nebot Ghiyath al-Din Mahmud (fill de Ghiyath al-Din Muhàmmad); pel seu costat la secta karramiyya donava suport a Diya al-Din Muhàmmad de Firuzkuh; les faccions es van enfrontar i Ghiyath al-Din Mahmud va triomfar. En aquestes dissensions el general turc Tadj al-Din Yildiz es va apoderar de Gazni, mentre el general esclau turc Aybak assolia el poder a l'Índia amb seu a Delhi.
Tadj al-Din va expulsar Nasir al-Din Kubacha (o Nasir al-Din Kabača) de Lahore (que governava per compte d'Aybak) però el general de Delhi va avançar amb les seves forces i va expulsar a Yildiz cap a Kirman a la vall del Khurram i durant sis setmanes va ocupar Gazni, que va abandonar sent recuperada per Yildiz.
A la mort d'Aybak el 1210 el va succeir el seu fill adoptiu Arambakhx o Aram-Xah que aviat es va enemistar amb la noblesa i els ulemes que van convidar a Shams al-Din Iltutmix ibn Yilam, antic esclau d'Aybak alliberat el 1205 quan es va casar amb la seva filla, i que tenia el comandament de l'exèrcit, a assolir el poder; amb l'aprovació dels ulemes Arambakhx Xah fou assassinat a Delhi en una desfilada i Iltutmix es va imposar al tron el 1211 després de vèncer fàcilment l'oposició dels partidaris d'Aram-Xah. Nasir al-Din Kubacha, un altre gendre d'Aybak, es va assegurar el control del Panjab amb capital a Multan. Iltutmish considerava a Kubacha com al seu vassall però aquest darrer refusava pagar tribut.
El 1214 Tadj al-Din Yildiz fou expulsat de Gazni per Alà-ad-Din Muhàmmad i es va retirar cap al Panjab, ocupant Lahore, de la que va expulsar al governador local que depenia de Nasir al-Din Kabača o Kubacha, sobirà de Multan. Iltutmish va convidar a Yildiz a retirar-se de Lahore, però Yildiz va refusar fer-ho; llavors el sultà de Delhi va marxar amb un exèrcit cap a Lahore i va derrotar a Yildiz a Taraori o Tarawani (Tarain) el 1215. Yildiz va caure presoner i fou tancat a Badaun on va morir segurament executat encara el mateix 1215. Nasir al-Din Kabača va aprofitar per recuperar Lahore però Iltutmish el va expulsar el 1217 per la força cap a Multan i Uchchh i el va derrotar pel camí, a Mansura, si bé no va seguir endavant.
El 1222 Djalal al-Din Manguberti, el xa de Coràsmia fill de Muhàmmad, fugint dels mongols, va arribar a Lahore i va demanar asil. Iltutmix, que temia als mongols, no li va voler donar, però diplomàticament el va enviar amb els seus homes cap a Multan contra Nasir al-Din Kabača, els dominis del qual van assolar (aliat als khokhars) i li van cobrar un fort tribut. Els mongols que l'empaitaven van capturar Nanda i van atacar Multan però es van retirar a causa de la calor (1222). Un segon exèrcit mongol enviat el 1223 va obligar a Djalal al-Din Manguberti a evacuar el Panjab després de cremar Uchchh en la seva retirada. Djalal al-Din va sortir cap a Pèrsia on en poc temps va crear un imperi i Nasir al-Din Kubacha va recuperar Multan i Uchchh.
Iltutmix va dedicar cinc anys a arranjar afers a l'Índia i Bengala, i ben consolidat arreu i mort Genguis Kan (18 d'agost del 1227) va decidir arreglar comptes amb el seu vell rival Nasir al-Din Kabača al que va conquerir Multan i va atacar el 1228 a Uchchh, un dels centres del seu poder, assetjant aquesta ciutat que es va rendir després d'una ferotge resistència que va durar quasi tres mesos. Nasir al-Din Kabača va fugir a Bhakkar (Panjab), on fou assetjat, i es va ofegar a l'Indus quan intentava fugir. Governadors lleials foren nomenats a Multan i al Sind superior (Uchchh). Després d'això el sobirà del Sind Inferior i Daybul, Màlik Sinan al-Din Čanesar, se li va sotmetre i es va reconèixer com a vassall.
El 1229 Iltutmix va rebre una ambaixada del califa abbàssida al-Mustànsir, dirigida per Radi al-Din Hasan al-Saghani, que va entregar a Iltutmish robes honorífiques (així com pels seus fills i pels nobles principals) i fou així el primer sobirà musulmà de l'Índia que fou reconegut pel califat abbàssida. En commemoració es va emetre una moneda amb la inscripció Nasir Amir al-muminin que mostrava la seva adhesió al califat.
Després de noves campanyes a l'Índia central i Dècan va tornar a Delhi. En aquesta ciutat s'havien establert feia no menys de trenta anys (potser fins i tot al tomb de 50 anys) els ismaïlites expulsats de Multan pel gúrida Muizz al-Din Muhàmmad, i un dels membres d'aquesta comunitat va intentar matar Iltutmix mentre feia l'oració del divendres. Tot i que Iltutmix en va sortir indemne, els ismaïlites de la capital foren perseguits i massacrats. Per combatre contra els reductes ismaïlites al Multan, Iltutmix va fer el 1235 una expedició contra els gakkhars, que eren ismaïlites i dels que se sospitava havien instigat l'atemptat. Estava de camí quan es va posar malalt i fou portat a Delhi de retorn, on va morir l'abril del 1236. El seu fill gran Nasir al-Din Mahmud havia mort el 1229 i els altres fills eren considerats incapaços de portar la tasca de l'administració del sultanat. Iltutmix en el seu llit de mort, va nomenar hereva la seva filla Radiya Begum però, mort el sultà, la noblesa no l'acceptava per ser una dona i va portar efímerament al tron al fill més gran viu del sultà, Rukn-ad-Din Firuz-Xah.
Les dissidències internes del sultanat van debilitar el seu poder; els feudataris de Lahore, Hansi i Multan es va rebel·lar encara que sense èxit. El 1241 un exèrcit mongol saquejava Lahore. Uchchh i el Sind Inferior es van fer independents. El 1242 Muïzz-ad-Din Bahram-Xah (fill d'Iltutmix), successor de Radiya Begum el 1240, fou deposat pels amirs turcs. El va seguir Alà-ad-Din Massud-Xah (1242-1246) sota el qual va destacar un amir del grup militar conegut com a "els quaranta" (chilgani), Balban, que el 1246 va forçar als mongols a aixecar el setge d'Uchchh. Nàssir o Nàssir-ad-Din Mahmud-Xah (1246-1266) va pujar al tron i el 1249 Balban fou nomenat naib (regent) i es va casar amb la filla del sultà exercint un poder important. Va reorganitzar l'administració i va aconseguir evitar la desintegració del sultanat amb el suport del seu cosí Xer Khan, que fou governador a Lahore. Els atacs mongols a la zona de l'Indus van trobar l'ajut del governador d'Uchchh, mercès a la qual un vassall mongol fou instal·lat a Multan.
Nasr al-Din va morir sense fills el 1266 i llavors Balban va pujar al tron. Els atacs mongols a Lahore el 1271 i 1279 foren rebutjats i va construir fortificacions per aturar la seva progressió. Xer Khan va morir amb la sospita d'haver estar enverinat. El 1285 els mongols van arribar fins a la riba de l'Indus però altra vegada foren rebutjats pel fill gran i hereu designat de Balban, Muhàmmad Xah (patró del poeta Amir Khusraw), que va morir en la batalla lliurada prop de Dipalpur (va rebre el títol de Príncep Màrtir), i llavors el sultà va tenir dificultats per trobar un successor: el segon fill Bugra Khan, que ja governava Bengala, va refusar la corona; Balban va designar llavors al seu net Kaykhusraw. Però a la mort del sultà el 1287/1288 els amirs i Màliks van preferir a un altre net: Muizz al-Din Kaykubad, fill de Bugra Khan. Quan el nou sultà va quedar afectat de paràlisi els amirs van posar al tron al seu fill Shams al-Din Kayumarth, que tenia només tres anys. El seu regent Djalal al-din Firuz Xah Khalji (Firuz Xah II) no va tardar a destronar-lo i es va proclamar sultà fundant la dinastia khalji (1290).
Firuz Xah Khalji fou assassinat per diferències religioses el 1296 pel seu gendre i nebot Ala al-Din Muhàmmad Xah I Khalji. Quan es va saber l'assassinat de Firuz Xah Khalji (juliol de 1296) que havia tingut lloc prop de Kara Manikpur, la reina mare Màlika-i Djahan va proclamar al seu jove fill Ibrahim Xah Khalji a causa de la necessitat urgent de tenir el tron ocupat, passant per davant del fill gran i hereu designat, Arkali Khan, que estava a Multan, on era governador i que no va fer cap pas per anar a Delhi. D'altra banda Ala al-Din va restar a Kara Manikpur durant cinc mesos perquè era l'època de pluges. Ibrahim no era pas un nen, era jove però ja un home, però de fet fou Màlika-i Djahan la que va tenir el govern a les seves mans. com que Arkali es va declarar contra la seva mare, la noblesa estava dividida, i el tresor buit per poder aixecar un exèrcit considerable. Ala al-Din això no obstant, amb les gran riqueses obtingudes al seu saqueig de Devagiri, repartides adequadament entre els seus seguidors, va poder disposar d'una base de suport important; va marxar cap a Delhi amb 56.000 cavallers i 60.000 infants; molts nobles partidaris d'Ibrahim foren subornats i el jove sultà va perdre gran part dels seus suports. Màlika-i Djahan va cridar llavors a Arkali Khan a venir a Delhi per ocupar el tron, però aquest va respondre que l'oportunitat ja havia passat. Ibrahim va reunir les seves forces i va presentar batalla però a la nit l'ala esquerra va desertar i es va passar a Ala al-Din. Ibrahim va fugir cap a Multan amb el reduït tresor i alguns fidels partidaris; els nobles van córrer a jurar fidelitat a Ala al-Din (desembre de 1296). Multan fou assetjada i al cap de dos mesos Arkali i els seus germans es van haver de rendir (febrer de 1297). Foren cegats i confinats a les seves residències.
Entre 1296 i 1305 els mongols van devastar el Panjab; el 1298, amb 200,000 homes, es van acostar fins a Delhi, però foren derrotats severament sota les seves muralles. El 1303 van cercar al sultà dins de la capital, però al cap d'uns mesos de setge es van haver de retirar retornant però el 1304; llavors Ala al-Din va reorganitzar les seves forces, i va reconstruir les fortaleses de Samana i Dipalpur, però no va poder protegir Multan i la regió de Siwalik de les expedicions mongoles; aquest any 1304 Ghazi Beg Tughluk (després Tughluk Xah I), governador del Panjab, va derrotar el mongols en el camí de retorn d'aquestos, i va aconseguir un respir en els atacs mongols fins a la mort del sultà el 6 de gener de 1316.
Màlik Naib, que tenia molta influència sobre el sultà, el va convèncer abans de morir de desheretar al fill gran Khidr Khan que fou empresonat a Gwalior, i fou designat hereu el fill més petit Shihab al-Din Umar Khalji. Es diu que Ala al-Din fou enverinat per Màlik Naib, i el jove Umar, que era menor d'edat, fou proclamat sultà sota la regència del mateix Màlik Naib; el regent va fer cegar a Khidr Khan i al seu germà Shadi Khan (que havia estat empresonat a Siri). El tercer fill, Mubarak Khan, de 18 anys, també empresonat, havia de córrer la mateixa sort, però va aconseguir subornar als seus guardians, que van assassinar Màlik Naib al cap de 35 dies de govern (10 de febrer) i d'acord amb els nobles van proclamar regent a Mubarak; al cap de dos mesos va assolir la corona com a Kutb al-Din Mubarak Xah I Khalji (abril) i Umar va ser cegat; Mubarak el va fer assassinar junt amb els seus dos germans el 1318.
Mubarak va portar una vida de disbauxa, sempre amb el seu esclau favorit Khusraw Khan Baswari, del més baix origen. La seva nova posició va fer néixer en Khusraw el desig d'ocupar el poder i va planejar l'assassinat del seu senyor. Mubarak va tenir notícies de la conspiració però no hi va donar crèdit i no va fer res. L'abril de 1320 Mubarak fou assassinat per partidaris de Khusraw. El seu cap fou tallat i exposat al palau perquè fos vista per tots els cortesans, i l'endemà al matí Khusraw es va proclamar sultà amb el títol de Nasr al-Din o Nasir al-Din.
Es diu que per obtenir el suport dels hindús va fer apostasia de l'islam doncs no li era fàcil obtenir el suport dels nobles hindús, ja que era d'una casta inferior i, per tant, menyspreat, però aquesta suposada apostasia és incerta; en tot cas sí que sembla exacte que es van adorar als ídols hindús al palau, que exemplars de l'Alcorà foren utilitzats com a tamborets, i que algunes dones musulmanes foren ultratjades. Els governadors musulmans de província desconeixen els fets que estaven passant a Delhi, i no es van oposar al nou sultà. La noblesa musulmana estava incomoda amb la situació i un dels seus caps, Djuna Khan Fakhr Màlik (després sultà el 1325), va marxar de Delhi cap al territori que governava el seu pare Ghazi Màlik (o Màlik al-Ghazi) abans Màlik Tughluk, amb seu a Samana. Aquest es va revoltar i va cridar a la guerra santa, dirigint la seva crida a sis governadors de la zona occidental, dels quals un se li va unir, i dos més que no van voler, foren assassinats per les seves tropes que van entrar a la revolta; un quart governador va haver d'unir-se a la rebel·lió sota pressió de les seves tropes revoltades; els altres dos van romandre lleials a Khusraw. Aquest va repartir riqueses entre els militars per assegurar-se el seu suport, i va enviar un exèrcit manat pel seu germà contra els rebels, però fou derrotat (3 de setembre); un segon exèrcit fou igualment derrotat; la tercera i darrera batalla es va lliurar prop de la fortalesa de Indrapat i Khusraw fou derrotat i va fugir (6 de setembre). Atrapat poc després Ghazi Màlik va ordenar la seva execució per decapitació (7 de setembre de 1320).
Ghazi Màlik va esdevenir el senyor del país sense oposició i com que no quedava cap membre de la família khalji, l'endemà l'assemblea (jamaa) de nobles li va oferir la corona, que inicialment va refusar però al final va acceptar agafant el títol de Ghiyath al-Din Tughluk Xah I i fundant la dinastia tughlúquida (8 de setembre de 1320). Quan tornava d'una expedició a Bengala el 1325 va morir a causa de l'ensorrament d'un pavelló construït sobre la marxa per orde del seu fill Muhàmmad Xah II Tughluk (Muhàmmad ibn Tughluk), en el que s'havien aturat per descansar els elefants quan venien d'un banquet.
El seu fill el va succeir sense problema, tot i que historiadors posteriors han pensat que fou culpable voluntari de la mort del seu pare. El nou sultà va decidir traslladar la capital de Delhi (al costat de la qual s'havia construït l'enorme fortalesa de Tughlakabad, avui en ruïnes) a Deogiri al Dècan. Els mongols el 1327 van atacar Multan i se'ls va haver de pagar rescat per evitar l'atac a Delhi, i llavors va planejar la quimèrica conquesta de la Xina, Khurasan i Transoxiana; el sultà era un erudit, poeta i patró de la literatura i fou un governant despietadament sever; en mesures econòmiques va introduir una moneda simbòlica que va portar a desordres i desgràcies; les seves exaccions a la rodalia de Delhi van provocar una fam que va durar força temps, però el mateix sultà va prendre vigoroses mesures per restaurar la prosperitat i va organitzar un sistema de lloguer als famèlics pagesos; va obtenir formal reconeixement del califa abbàssida del Caire, però això ja no tenia cap significat especial.
Els afganesos van aparèixer per primer cop i van atacar Multan el 1343. El territori entorn de Sunam i Samana estava en oberta rebel·lió i els gakhars es van apoderar de Lahore.
A la mort del sultà Muhàmmad Xah II al Sind, d'unes febres, el març de 1351 va seguir un període confós, ja que ningú sabia on era el seu cosí Firuz, hereu designat, al qual els rumors consideraven mort en la lluita contra els mongols; el visir Khwadja-i Djahan Ahmad Ayaz va posar al tron a un nen de sis anys, probablement de pares desconeguts, que va afirmar que era el fill de Muhàmmad i l'hereu legítim. Quan Firuz, que era en campanya al Sind, va donar notícies seves amb un cert retard, Ayaz va evitar el contacte en lloc de fer-li submissió i entregar al sultà infant. Però els altres nobles van aprofitar per exigir la seva deposició i execució. Firuz Xah Tughluk (1351-1388) fou proclamat (març) i Ahmad Ayaz, de 84 anys, es va avançar a la seva execució i es va fer matar per un amic.
Durant el seu govern va fer diverses obres públiques, canals de reg (entre els quals el de Jumna) i pous, va abolir 29 taxes la majoria urbanes, que li van donar popularitat sobretot entre els comerciants i artesans. Va fer un codi penal menys cruel i va donar grans feus (ikta o jagir) als nobles fidels amb drets hereditaris; a l'exèrcit els nobles podien enviar el seu fill, gendre o fins i tot un esclau al seu lloc. Als ulemes els va concedir diverses millores i els va escoltar quan va restablir la djizya pels bramans que fins aleshores n'estaven exempts. Va fer traduir diverses obres del sànscrit al persa i va tenir una gran biblioteca personal. Va portar els pilars d'Asoka de Topra i Meerut a Delhi i un d'aquests el va fer posar al seu palau. Tenia un gran nombre d'esclaus (es diu que fins a 180.000) anomenats els bandagan-i-Firuz Xah, que li foren lleials, però van causar problemes al final del seu regne i més tard. Fou un gran constructor que va fer construir fins a una trenta de pobles, entre els quals Hissar, Jaunpur, i una nova ciutat a 240 km de Delhi anomenada Firozabad, a més de mesquites, madrasses i palaus, restaurant també antics monuments. Va colonitzar Sirhind que va esdevenir la seu d'un govern provincial. Va fer una expedició a Nagarkot (Kangra) que fou sotmesa el 1363 i fou reconegut allí com a sobirà; també va sotmetre Sirmoor i les muntanyes al nord d'Ambala. Va morir el setembre de 1388 i fou enterrat al mausoleu de Hawd Khass als afores de Delhi.
El va succeir Ghiyath al-Din Tughluk Xah II Tughluk (1388-1389), fill del príncep Fath Khan i net de Firuz Xah Tughluk, passant per davant de diversos parents, cosa que va provocar lluites successòries que van marcar l'inici de la decadència tughlúquida. El nou sultà era aficionat als plaers i no era un governant intel·ligent; es va haver d'enfrontar amb els nobles i els esclaus del seu pare. Va fer empresonar al seu germà Salar Khan el que va provocar la revolta d'un nebot de nom Abu Bakr, fill de Zafar Khan. El rebel va comptar amb el suport del visir Rukn al-Din Čanda i va derrotar Tughluk Xah II al que va matar (1389) ocupant el seu lloc (Abu-Bakr Tughluq) que també va tenir un regnat curt; finalment el 1390 va pujar al tron Muhàmmad Xah III Tughluq (1390-1393). Llavors Mewat estava en revolta i els khokhars dirigits per Shaika es van apoderar de Lahore; el príncep Humayun fou enviat contra ells però la mort del seu pare el 1393 el va fer retornar i fou Sarang Khan, governador de Dipalpur, el que va haver de combatre la rebel·lió, cosa que va aconseguir en una campanya el 1394.
Però mentre el sultanat havia caigut en l'anarquia i el 1395 hi havia dos sultans disputant el poder. Sarang Khan va operar pel seu compte i es va apoderar de Multan i el governador Sayyid Khizr o Khidr Khan (després Sayyid Khidr Khan 1414-1421) fou fet presoner; Khidr es va poder escapar poc després i es va aliar a Tamerlà que el 1397 va envair el Panjab. Pir Muhàmmad ibn Jahangir, net de Tamerlà, va atacar el setembre de 1397 la ciutat d'Uchchh, que depenia de Sarang Khan; finalment va haver d'aixecar el setge quan Sarang va enviar un exèrcit d'ajuda, però va derrotar a aquest exèrcit a la vora del Beas, i llavors va ocupar Uchchh (setembre) i va atacar Multan. Sarang Khan va fugir cap a Dipalpur però fou derrotat a la vora del riu Kotla (8 d'octubre de 1397) per Tatar Khan, visir del sultà Nusrat-Xah Tughluq de Firuzabad, i poc després Sarang va morir en combat contra els soldats timúrides. Multan es va rendir (1398) després d'un setge (1398). Sayyid Khidr Khan fou reinstal·lat com a governador. La conquesta va preparar el camí per l'expedició de Tamerlà a l'Índia.
Tamerlà es va presentar davant Delhi i la va assaltar; el soldà Muhàmmad Xah II Tughluk de Delhi i el seu visir Mallu Ikbal es van fer forts a la rodalia del palau de Djahanpanah (el palau ja estava en aquells moments en mas de Tamerlà). Mallu va cridar llavors al seu rival Nusrat Xah de Firuzabad al que va jurar fidelitat, fen veure que trencava amb Muhàmmad Xah II Tughluk; però sobtadament van atacar a les tropes que Nusrat va enviar, i el mateix Nusrat va haver de fugir cap a Firuzabad i després cap a Panipat, on estava el seu visir Tatar Khan. Mallu va marxar de Djahanpanah i va ocupar Firuzabad el novembre i allí va renovar la seva fidelitat a Mahmud II, però aquest va desconfiar de les maniobres del seu visir i va enviar contra ell al seu fill i hereu Mukarrab, però aquest va morir en els combats. Mallu llavors va tornar a Djahanpanah i es va reconciliar amb Mahmud II i ambdós van arreplegar les forces per combatre Tamerlà, però aquest els va derrotar el 18 de desembre. Mallu va fugir a Baran i Mahmud II a Gujarat i tot seguit a Malwa. Tamerlà va entrar a Delhi el 26 de desembre de 1398. El gener del 1398, després de 15 dies de saqueig, Tamerlà va abandonar Delhi.
El virrei de Djawnpur o Jaunpur va aprofitar aquestes lluites per expandir-se i va apoderar-se de Kanauj, Dalmaw, Awadh, Bahraich i Monghyr o Mungir (al Bihar), i els zamindars (caps locals) de religió hindú van prendre el control dels territoris a l'est i oest de Delhi. El 1398 Shaykha Khokhar (Shaika) es va apoderar de Lahore, que ja havia dominat abans, i va desconèixer al soldà de Delhi i es va declarar vassall de Tamerlà.
Quan Tamerlà va sortir de Delhi, la ciutat va ser ocupada per Nusrat Xah de Firuzabad, però Mallu Ikbal, lleial de Muhàmmad Xah II Tughluk, que estava a Baran, va arribar amb un exèrcit i el va foragitar, i Nusrat va morir poc després i el va succeir son germà Muhàmmad Xah III Tughluq Nasir al-Din. Mallu va ocupar seguidament Panipat. Tamerlà va creuar el Jumna, va atacar Hardwar, i va recreuar el riu el gener de 1399 per derrotar a Ratn Sain (que era probablement el raja de Sirmoor) a Kiarda Dun, avançant a través de les muntanyes Siwalik, conquerint Nagarkot (Kangra) i Jamnu i acampant a Bannu a començament de març, massacrant pel camí milers de persones i deixant el territori assolat.
El 1399 el governador timúrida de Dipalpur va morir al rebel·lar-se els ciutadans. Tamerlà que estava al Panjab, va anar cap allí i va ocupar la ciutat i la veïna Bhatner que també s'havia revoltat. Llavors va tornar a Delhi, que va saquejar per segon cop, i a Panipat, que també fou víctima del saqueig. Mallu va fugir. El govern de Dipalpur fou confiat a Khidr Khan de Multan, i quan Tamerlà va sortir de Delhi li va confiar també aquest govern. Però Mallu no va tardar a retornar i va tornar a ocupar Delhi i la seva regió així com la regió del Doab (Khidr khan no va poder tornar a Delhi fins 15 anys després). Tamerlà mentre va entrar a Jammu i va obligar el radjah Bhimder a convertir-se a l'Islam. Després va retornar cap a Pèrsia. El Panjab va restar sota els seus diversos governants locals que ja no van tornar a la sobirania efectiva de Delhi.
Sayyid Khidr Khan, el principal senyor del Panjab, va aconseguir el poder a Delhi (1414-1421) i va fundar la dinastia Sayyid nominalment reconeixent l'alta sobirania timúrida. Els governadors timúrides de Kabul exercien un cert control sobre el Panjab on els feudataris turcs i khokhars estaven sovint revoltats. Sayyid Muhàmmad Xah IV (1435-1445), el tercer de la dinastia, va donar el govern de Dipalpur i Lahore a Bahlul Khan Lodi, una afgana del clan Lodi (1441) però aquest va fer un acord amb el khokhars i el 1451 va conquerir Delhi posant fi a la dinastia Sayyid i fundant la dinastia Lodi (Bahlul Xah Lodi), que fou la primera dinastia afganesa de l'Índia. Multan va esdevenir regne independent el 1443.
Sota els lodis es va viure un període de relativa pau i un renaixement religiós entre el poble, del que va sorgir Nanak (1469-1538), que va fundar el sikhisme.
En el regnat d'Ibrahim Lodi, el seu parent Dawlat Khan Lodi de Panjab va donar signes de rebel·lió. Ibrahim el va cridar a Delhi, però Dawlat no hi va anar hi va enviar al seu lloc al seu fill Dilawar Khan, el que va causar la còlera d'Ibrahim que va empresonar a aquest. En el seu captiveri Dilawar va veure nombrosos nobles empresonats i torturats i quan fou alliberat i va poder tornar a Panjab, li va explicar al seu pare, que va comprendre la sort que l'esperava si Ibrahim seguia al tron. Dawlat Khan, junt a l'amir afganès Alam Khan, es van posar d'acord per cridar a l'Índia a Baber de Kabul i Kandahar.

## Edat moderna

### Imperi Mogol
Baber es va dirigir cap a l'Índia amb un fort exèrcit. Ocupada Lahore (1524) Dawlat Khan fou declarat sultà a Dipalpur. Baber va retornar a Kabul per reclutar noves forces. Ibrahim, alarmat, va reunir una força militar enorme (més d'un milió de soldats segons les cròniques). Baber va avançar cap a les muntanyes Siwalik on va ocupar les fortaleses, va baixar llavors cap a Jaswan Dun, i va creuar el Sutlej. Els dos exèrcits es van trobar a Panipat on es va lliurar la primera batalla de Panipat el 21 d'abril de 1526 en la qual Baber, que disposava d'artilleria, i tenia una capacitat estratègica i tàctica superior, va obtenir la victòria. Ibrahim va morir a la lluita; el seu cadàver fou localitzat per orde de Baber i enterrat com a heroi a un lloc proper, en una tomba modesta que encara es conserva i ha esdevingut lloc de pelegrinatge. Baber va fundar l'Imperi Mogol de l'Índia establint progressivament el seu poder i fixant la capital a Agra. Va morir el 1530 als 48 anys i el va succeir el seu fil Humayun.
Però Mirza Kamran, el segon fill, es va quedar amb el govern del Panjab; Humayun va debilitar el poder afganès amb una estèril campanya al Gujarat i això fou aprofitat pels afganesos suris de Bengala dirigits per Xer Khan (Xer Xah Suri) que va anar reforçant la seva posició al Bihar cap a Bengala. Humayun es va dirigir a la zona el juliol de 1537 i el va assetjar durant sis mesos al fort de Chunar. Xer Xah però, es va poder escapolir i Humayun, en comptes de perseguir-lo va ocupar-se de recuperar Bengala. Mentre Humayun era a Gaur, en la campanya de Bengala, Mirza Hindal, germà d'Humayun, es va dirigir a Agra amb un exèrcit (1538), va ocupar el palau reial i va emetre diversos firmans imperials com a emperador en funcions. Humayun va enviar a Shaykh Bahlul, fill d'un santó de Gwalior de nom Muhàmmad Ghawth, per convèncer el seu germà d'abandonar la seva actitud, però Bahlul fou executat per Hindal; llavors l'emperador va abandonar Gaur i va tornar a Agra, però fou bloquejat per Xer Xah a Chausa a la riba del Ganges. Mentre Kamran, l'altra germà, que en teoria havia de combatre a Hindal al servei de Humayun, va marxar de Lahore cap a Agra, però es va posar d'acord amb Hindal per repartir-se l'imperi, i va ocupar el lloc d'emperador en funcions a Agra. L'emperador va provar llavors de fer la pau amb Xer Xah Suri, però aquest va atacar i va lliurar la batalla de Chausa el 26 de juny de 1539 on Humayun fou greument derrotat i on Mirza Hindal, que havia ofert al seu germà ajuda per cobrir la rereguarda, va abandonar a Humayun en el pitjor moment, deixant desguarnida aquesta rereguarda, el que va permetre a Xer Xah rodejar a Humayun.
L'emperador va anar llavors a Agra on va arribar amb només uns quants cavallers després d'abandonar el seu harem al vencedor; a Agra va negociar amb els seus germans durant sis mesos. Prop del campament d'Hindal a Rohri, Humayun va conèixer a Hamuda Banu Begam i va decidir fer-la la seva esposa. Humayun va perdonar finalment a Hindal i li va concedir el govern de Kandahar, i també a Kamran al que va ratificar el govern de Lahore (1539). Durant el 1539 Xer Xah va remuntar el Ganges sense gaire oposició. El 1540 Humayun va avançar cap a Kanauj i durant un mes hi va haver xocs menors a la rodalia. Al moment de la batalla decisiva prop de Kanauj, Humayun fou derrotat el 17 de maig de 1740. Va fugir cap a Agra i després cap al Panjab, a Lahore, on s'estava fent un congrés de begs txagatais i prínceps reials.
Quan es va acostar Xer Xah, Kamran i Hindal van creuar el Ravi i van fugir cap a Kabul mentre Humayun es va dirigir al Sind on es va enfrontar al rei Xah Husayn Arghun (1541) a Bhakkar; el novembre de 1541 va assetjar Sehvan, però atacat per Xah Husayn aquest va aconseguir que Humayun fos abandonat pel seu cosí Yadgar Nasir amb nombrosos soldats. Humayun es va retirar aleshores a Jodhpur, via Jaisalmer i Amarkot. Fou allà, a Amarkot o Umarkot, que va néixer el 15 d'octubre de 1542 el seu fill i successor Akbar. Després va anar a Jun on va estar de sis a nou mesos en lluita contra el sobirà del Sind, i finalment es va dirigir cap a Kandahar (1543), però el seu germà Mirza Askari, que ara la governava, va aixecar la ciutat en la seva contra, i Humayun fou humiliat i es va haver de retirar cap al Sistan, lliurant-se per ben poc de ser capturat. Xer Xah va agafar el control efectiu del Panjab i va construir la fortalesa de Rohtas (al districte de Jhelum) a la que va donar el nom d'una altra fortalesa al Bihar i des de la que va vigilar als gakhars de la serra de la Sal, que en els darrers anys havien estat generalment vassalls o aliats dels mogols.
Humayun va finalitzar la seva fugida a la Pèrsia safàvida, on el xa Tahmasp I li va concedir asil amb honors a Herat (1544); va anar a Kazwin via Mashad, Nixapur i Sabzawar. De Kazwin es va anar a trobar amb el xa al seu campament l'agost de 1544; Humayun va donar al xa el seu gran diamant i va signar uns papers assegurant que era xiïta; va restar amb el xa dos mesos i mig; finalment el xa li cedir un exèrcit de dotze mil homes per recuperar el seu tron. Va visitar Tabriz i Arbabil abans de retornar a Mashad (desembre de 1544). El març de 1545 es va presentar a Kandahar que finalment li fou entregada per Mirza Askari el setembre, però quan Humayun va marxar de la ciutat, Askari la va recuperar (octubre de 1545) amb suport dels arghuns del Sind. Mentre Humayun es va presentar a Kabul, en poder de Kamran, i la va ocupar sense lluita el novembre del 1545. A la primavera del 1546 va anar al Badakhxan, i va guanyar la batalla de Kunduz; el Badakhxan es va sotmetre i Humayun el va cedir al seu germà Mirza Hindal; estant en aquest territori es va posar malalt a la tardor i la fidelitat de molts va vacil·lar; Kamran va recuperar Kabul. Humayun va fer tot seguit la pau amb Sulayman Mirza i va retornar a Kabul a l'hivern del 1546 al 1547, i l'abril del 1547 Kamran va fugir cap a territori dels uzbeks i Humayun va entrar a la ciutat. Va restar a Kabul fins al juny de 1548, discutint amb la noblesa mogol. El juny de 1548 es va dirigir a Badakhxan que havia caigut en mans de Kamran amb suport uzbek. Kamran es va sotmetre el 17 d'agost de 1548. Humayun va retornar a Kabul (octubre de 1548). El 17 d'agost de 1548 va iniciar la lluita contra l'uzbek Pir Muhàmmad I Khan de Balkh, però fou derrotat a la rodalia d'aquesta ciutat; els uzbeks van passar al contraatac. Va arribar a Kabul el setembre de 1549. El 1550 el seu germà Kamran s'havia tornat a revoltar. Humayun va sortir de Ghurband el juny o juliol de 1550, però fou derrotat i ferit al coll de Kiptxak i Kabul es va sotmetre a Kamran. Humayun va reagrupar als seus a Andarab i al cap de dos mesos va derrotar a Kamran a Ushtragram i va entrar victoriós per tercer cop a Kabul. Kamran va fugir i es va aliar a les tribus afganeses i Humayun el va anar a combatre altre cop el 1551. El seu germà Mirza Hindal va morir en un atac nocturn per sorpresa de Kamran el 21 de novembre de 1551 a Dju-yi Xahi a l'est de l'Afganistan; però la primavera del 1552 va derrotar a les tribus i Kamran va haver de fugir; fou capturat pel sultà Adam Ghakkar i entregat a Humayun; a petició dels begs (contra el parer d'Humayun) fou cegat vers l'agost de 1553. Després Kamran fou enviat pel seu germà en penitència a la Meca.
Xer Xah Suri havia mort accidentalment el 1545 i l'havia succeït el seu fill Islam Xah. Però aquest i els seus successors no van poder resistir l'envestida de Humayun, decidit a recuperar les seves possessions a l'Índia. El 1552, Humayun va avançar cap a Bangash (novembre) i el 1553 va creuar l'Indus. A Kabul va preparar la invasió de l'Índia. Es va desviar cap a Kandahar (hivern del 1553) quan va tenir notícies d'una suposada rebel·lió de Bayram Khan a Kandahar, notícies que van resultar ser falses. Va passar l'hivern a Kandahar i l'octubre de 1554 va retornar a Kabul sortint en campanya el novembre. Bayram Khan fou el seu comandant en cap. Va creuar l'Indus altre cop (desembre de 1554) i el febrer de 1555 va ocupar Lahore i després Dipalpur. El 28 de maig es van trobar amb les tropes de Sikandar Xah, el nou sultà suri, a Sirhind i el 22 de juny de 1555 a la batalla de Macchiwara el va derrotar decisivament; el 23 de juliol, Humayun va entrar finalment Delhi, retrobant el seu tron al cap de 15 anys d'exili. Sikandar es va retirar a les muntanyes Kangra on Humayun va enviar el seu fill Akbar que en plena campanya va rebre notícies de la mort del seu pare a Delhi (20 de gener de 1556).
Amb Akbar el Panjab va gaudir d'una relativa pau. Sikandar Xah Suri es va fer fort a Mankoy i un comerciant de Rewari que havia esdevingut visir de l'emperador Suri, va ocupar Delhi i es va autoproclamar com a sobirà amb el títol de Vikramajit (1556) però Akbar el va derrotar a la segona batalla de Panipat i Mankot es va rendir després de 8 mesos de setge. Posteriorment la zona va restar tranquil·la i només consta una campanya el 1586.
Quan va pujar al tron Jahangir, el seu fill Khusru es va revoltar, va fugir d'Agra i va assetjar Lahore. La rebel·lió fou sufocada per l'emperador en persona i els partidaris del derrotat foren castigats severament. El 1661 Jahangir es va casar amb Nur Jahan que en endavant el va tenir dominat; inicialment la seva influència fou beneficiosa però després va enfrontar a l'emperador amb el seu fill el príncep Khurram (futur Xah Jahan) i al seu famós general Mahabat Khan. El 1622 els perses van atacar Kandahar i Khurram no la va voler anar a defensar, per por que en la seva absència la reina Nur Jahan, que afavoria com a hereu al seu gendre Xahriyar en contra del mateix Khurram no guanyés posicions, i això va causar la pèrdua de la ciutat a mans dels perses; el 1623 Khurram es va revoltar obertament i la rebel·lió es va estendre per tot l'imperi però finalment el general Mahabat Khan el va obligar a rendir-se (març de 1626). Mahabat llavors va intentar eliminar la influència de Nur Jahan i del germà d'aquesta Asaf Khan. Per un moment se'n va sortir quan es va apoderar de l'emperador en el seu campament del Jhelum i Asaf Khan va fugir. Mahabat Khan es va proclamar emperador a Kabul, i Asaf Khan va retornar i li va donar suport, el que va causar gran confusió entre els partidaris del general. Nur Jahan, que havia aconseguit escapar, amb l'ajut dels nobles que restaven lleials a Jahangir, va planejar recuperar el poder i es va entregar a Mahabat Khan consentint en compartir la captivitat del seu marit al que va instruir en el pla; el primer pas fou que Jahangir va rellevar a Mahabat del seu jurament de fidelitat, es va mostrar satisfet amb l'estat dels afers; Mahabat va agafar confiança i la guàrdia rajput que vigilava a l'emperador fou disminuïda. Quan es preparava per retornar a Lahore amb l'emperador captiu; pel camí els nobles lleials, alertats del recorregut per Nur Jahan, van atacar la comitiva i van derrotar els lleials de Mahabat alliberant al deposat emperador. Mahabat Khan va fugir llavors i es va aliar al príncep rebel Khurram, i Nur Jahan, amb la influència recuperada, va fer nomenar a Khan-i Jahan Lodi com a comandant en cap i li va encarregar sotmetre als rebels. Abans de poder liquidar la revolta Jahangir va morir quan anava de Rajwari a Bhimbar el 8 de novembre de 1627. Fou enterrat a Xahdara Bagh, als defores de Lahore. Nur Jahan es va retirar a Lahore on va viure durant 18 anys. En aquesta ciutat el seu gendre Xahriyar (germà petit de Khurram) es va proclamar emperador (novembre de 1627) mentre Khurram fou reconegut emperador com a Xah Jahan a Agra. L'energia d'Asaf Khan, el sogre de Xah Jahan, va posar fi a l'intent de Xahriyar que fou capturat i executat junt amb els seus principals partidaris.
Als darrers cinc anys la capital de l'imperi havia estat a Lahore al Panjab però Xah Jahan va determinar construir una nova capital a la riba del Jumna a Delhi. El seu regnat fou un període de pau i prosperitat. Kandahar fou recuperada el 1639 però perduda deu anys després davant els perses, sense que les expedicions dels prínceps Aurangzeb i Dara Shikoh, el 1652, aconseguissin recuperar-la; els èxits dels exèrcits imperials a Balkh i Badakhxan el 1644 van quedar neutralitzats per la desastrosa retirada conduïda per Aurangzeb pels passos de l'Hindu Kush; en canvi l'expedició al Baltistan fou coronada per la conquesta de Skardo. El 1657 l'emperador es va posar malalt i això fou el senyal de l'inici de la lluita entre els seus fills. Després de la seva derrota prop d'Agra, el príncep Dara Shikoh va fugir al Panjab on era molt popular entre el poble, que li va fer costat massivament. Però l'activitat dels seu germà el va obligar a fugir i a l'any següent fou capturat i portat a Delhi on fou executat.
Aurangzeb va tenir de fet el poder des del juny de 1658 tot i que el seu pare va viure retirat a Agra fins al 1666. En el seu regnat la pau al Panjab no fou alterada i les lluites del seu regnat es van concentrar principalment al Dècan. Només el pas dels exèrcits imperials pel Panjab va alterar la pau completa de la que gaudia la província: el 1673-1675 per sufocar una revolta afganesa que va durar dos anys i va acabar amb una massacra a traïció a Peshawar, i el 1676 per la revolta dels satnamis de Narnaul. La rebel·lió dels satnamis es va estendre a Agra i Ajmer; destacament de l'exèrcit imperial foren derrotats i els rebels van avançar cap a Delhi. El pànic es va apoderar de les forces imperials i era difícil obligar-les a fer front a l'enemic; fou necessària la intervenció personal de l'emperador i llavors una gran victòria fou obtinguda sobre els insurgents. Encara que els darrers anys del seu regnat ja s'endevinava una lenta decadència, l'imperi es va mantenir sense alteracions fins a la seva mort el 1707.

### Els sikhs
En els següents anys va sorgir al Panjab un nou poder, els sikhs, originalment una secta religiosa fundada per Baba Nanak, natural de Lahore, que va viure a la segona meitat del segle xv i primera del segle xvi (1469-1538), morint a Dera Nanak a la vora del Ravi, el 1538. Nanak va predicar una religió nova, monoteista, que fou ben rebuda pels pagesos de la regió de Lahore. Els seus ensenyaments foren continuats per una sèrie de gurus o líders espirituals, sota els quals la doctrina va anar fent progressos. Ram Das, el quart guru, va obtenir d'Akbar una concessió de terra al lloc on després va sorgir la ciutat d'Amritsar, la metròpolis de la fe sikh; allí fou construït un tanc d'aigua agrada i un temple al mig. El seu fill i successor Arjun Mai va completar el temple i va viure amb riquesa i magnificència mentre el nombre de seguidors s'incrementava, provocant l'alarma del govern mogol. Per una disputa amb el governador mogol de Lahore, Arjun fou empresonat a aquesta ciutat on va morir; els seus seguidors van dir que havia estat cruelment assassinat. Aquest fet va canviar els sikhs de secta religiosa a secta guerrera fanàtica; sota Har Gobind, el fill del guru mort, van agafar les armes i es van constituir en enemics declarats del govern imperial. Expulsats de la rodalia de Lahore es van refugiar a les muntanyes del nord, om van continuar la lluita no exempta de conflictes entre ells mateixos.
El 1675 va pujar al poder el guru Gobind, net d'Har Gobind, i desè líder espiritual des de Nanak, que va concebre la idea de transformar als sikhs en una comunitat religiosa i militar i va executar el pla amb un esperit sistemàtic com un legislador grec. Però el seu nombre no podia competir amb l'enemic; després d'una llarga lluita les seves fortaleses foren conquerides, la mare i els fills del guru van ser massacrats i els seus seguidors morts, mutilats o dispersats; ell mateix fou assassinat el 1708 per un enemic privat a Nander, al Dècan. La severitat dels mogols musulmans només va encoratjar el fanatisme dels sikhs i va inspirar els seus desitjos de venjança.
Sota el deixeble del guru assassinat, Banda, un asceta religiós que combinava els actes més sanguinaris amb els consells a vegades durs i a vegades atrevits, va sortir del seu retir i va assolar l'est del Panjab fent nombrosos actes de crueltat; les mesquites foren destruïdes i els mullahs assassinats; l'odi del sikhs no es limitava només a això i no hi havia consideracions de religió, sexe o edat; pobles sencers eren massacrats i fins i tot els cadàvers eren desenterrats i donats a menjar a les aus carronyeres. El principal escenari d'aquestos fets fou Sirhind, la qual fou ocupada després de derrotar el governador en una sagnant batalla. Els mateixos horrors van marcar el seu camí pel país a l'est del Sutlej i el Jumna, on van penetrar fins a Saharanpur. Finalment es van retirar al territori del curs superior del Sutlej entre Ludhiana i les muntanyes que en aquest temps va passar a ser la seva principal seu, ja que tenien una via fàcil de retirada quan havien d'abandonar la plana. Aquest retirada no fou duradora i aviat van fer noves incursions que van arribar fins a la vora de Lahore en un costat i fins a Delhi a l'altra. Llavors governava l'emperador Bahadur Xah I que va tornar del Dècan per anar contra els sikhs personalment. Els va bombardejar al fort de Daber que va conquerir després d'un setge, trobant una resistència desesperada. El cap sikh banda, i els principals seguidors van aconseguir escapar fent una sortida a la desesperada i van poder arribar a les muntanyes. La mort de Bahadur Xah el 1712 probablement va evitar l'extermini dels sikhs.
Durant els conflictes que van seguir els sikhs es van reforçar i altre cop van sortir de les muntanyes per assolar el Panjab. El 1716 Farrukhsiyar va enviar a Abdus Samad Khan, governador de Caixmir, contra ells amb un gran exèrcit, i els va derrotar en diverses accions. Banda fou fet presoner i enviat a Delhi on fou bàrbarament assassinat junt amb altres caps sikhs. Durant un cert temps els sikhs van donar poc per a parlar.
El 1738 Nadir Xah va envair Panjab; l'exèrcit imperial fou derrotat a Karnal el 1739 i va saquejar la ciutat imperial de Delhi. Després d'uns mesos de saqueig Nadir es va retirar però ja havia donat un cop seriós a l'imperi. Els sikhs van tornar a les seves activitats i encara que altre cop derrotats i massacrats en gran nombre van continuar reforçant-se sobre la sang dels màrtirs.
El 1762 Àhmad Xah Durrani que acabava de derrotar els marathes a la tercera batalla de Panipat el 1761, va derrotar els sikhs i els va perseguir a l'altre costat del Sutlej. En el seu camí va destruir la ciutat sagrada d'Amritsar, va destruir el temple, va omplir el tanc d'aigua de fang i va fer el sacrifici d'un grapat de vaques sagrades. Però quan els conqueridors van sortir, els sikhs es van revoltar altre cop i aquesta vegada fou la seva lluita final que els va portar a l'establiment d'un estat nacional. Les forces sikhs s'havien organitzat en comunitats o confederacions amb un lloc de reunió com Amritsar. Panjab havia estat cedit nominalment pels mongols als afganesos, però aquests mai van arribar a dominar la part oriental on els sikhs van establir la seva autoritat a partir del 1763.

### Estat sikh de Lahore
La revolució afganesa del 1809 va facilitar l'ascens de Ranjit Singh que havia obtingut la cessió del feu de Lahore de l'emir Zaman Shah Durrani de Kabul el 1799. Gradualment aquest cap, molt capacitat, va estendre el seu poder sobre gran part del Panjab i el 1808 va atacar als principats sikhs a l'est del Sutlej, estats coneguts com del Cis-Sutlej. Aquest petis prínceps van demanar ajut als britànics que dominaven el que després fou Uttar Pradesh i havien establert el protectorat sobre l'emperador mogol de Delhi. Per un acord signat el 1809 Ranjit Singh es comprometia a mantenir l'amistat amb els britànics i no actuar al Cis-Sutlej, a condició del reconeixement de les seves conquestes al nord del riu, tractat que fou escrupolosament respectat fins al final de la seva vida. El 1818 Ranjit Singh va assaltar Multan arribant així a l'extrem sud del Panjab, i el mateix any va creuar l'Indus i va conquerir Peshawar; poc després va afegir Derajat i Caixmir als seus dominis.
Ranjit Singh va morir a Lahore el 27 de juny de 1839 deixant diversos fills, entre els quals el successor fou Kharak Singh que va morir un any després el 5 de novembre de 1840 (hi va haver sospites d'assassinat), deixant un fill, Nau Nihal Singh, de 20 anys, que va morir el 6 de novembre de 1840 i fou per tant nominal sobirà durant unes hores. La maharani Chand Kaur Kunwar (vídua de Kharak Singh) va agafar la regència amb el títol de Màlika Muqaddasa (emperadriu immaculada) el 2 de desembre de 1840, però va renunciar als seus suposats drets al tron el 17 de gener de 1841, i va morir l'11 de juny de 1842. Va pujar al tron Sher Singh, germanastre de Kharak, que va morir el 15 de setembre de 1843. La successió va passar al seu germanastre Dhulip Singh (Dhuleep Singh), nascut el 6 de setembre de 1838; els atacs sikhs a territori britànic van causar la primera Guerra Sikh el 1845.
Vegeu: Primera Guerra Sikh
La guerra va acabar amb la victòria britànica, la cessió de territoris i el pagament d'una indemnització de guerra. com que el darbar de Lahore no va poder pagar la quantitat fixada com a indemnització (un milió i mig de lliures) i no podia tampoc garantir el pagament, es va acordar la cessió de tot el territori de muntanya entre el Beas i l'Indus incloent Caixmir i Hazara, per valor d'un milió de lliures, i l'altra mig milió fou compensat amb el llicenciament de l'exèrcit sikh i la seva reorganització a petita escala, el reconeixement de la independència de Gulab Singh de Jammu, el dret de lliure pas de les tropes britàniques per territori sikh i l'establiment d'un resident britànic a Lahore on romandria una força britànica fins que es pogués restablir una administració satisfactòria (9 de març de 1846). Al mateix temps es va fer un tractat amb Gulab Singh pel qual els britànics li cedien la sobirania de Caixmir a canvi d'un pagament de tres quarts de milió de lliures.
El governador sikh de Caixmir, instigat pel cap de govern de Lahore, Lal Singh, va refusar entregar la província i va resistir amb les armes a la mà. Lal Singh fou deposat i enviat a l'exili a l'Índia Britànica i el desembre de 1846 es va signar un nou tractat pel qual els afers d'estat de Lahore quedaven sota un consell de regència sota la direcció del resident britànic mentre Dhulip Singh fos menor d'edat (tenia aleshores 8 anys).
Encara que per un temps la situació va restar tranquil·la, les causes des descontentament eren moltes i no era menor la restauració dels odiats musulmans en els seus drets i propietats. Els pobles estaven plens dels soldats llicenciats de l'exèrcit sikh que només esperaven un senyal i un líder per revoltar-se. L'abril de 1848 es va rebel·lar l'antic diwan Mulraj a Multan, on foren assassinats dos oficials britànics, iniciant-se ràpidament una revolta general per tot el Panjab iniciant-se la segona Guerra Sikh (1848-1849).
Vegeu: Segona Guerra Sikh
Altre cop els britànics van obtenir la victòria. Pel tractat signat a Lahore el 29 de març de 1849 el maharaja infant Dhulip Singh va cedir el seu regne als britànics que van formar la província del Panjab el 8 d'abril. Dhulip va rebre una pensió de 50.000 lliures a l'any renunciant per a si mateix i els seus successors.

### Província britànica del Panjab
El Panjab després de l'annexió fou governat per un òrgan d'administració de tres membres fins que es va nomenar el primer comissionat en cap que fou Sir John Lawrence, que després va esdevenir el primer tinent governador. Vegeu: Província del Panjab.
Quan va esclatar el motí (1857) i havia al Panjab 35.000 soldats indis, 13.000 panjabis irregulars, 10.000 europeus (12 regiments dels quals 7 eren a Peshawar o a les muntanyes al nord d'Ambala i els altres 5 al territori entre l'Indus i el Sutlej) i 9.000 policies militars. Les notícies del motí van arribar a Lahore el 12 de maig. Encara que no hi havia signes de rebel·lió entre les tropes índies, el 13 de maig tres mil soldats indis foren desarmats a Mian Mir i al mateix temps tropes europees foren establertes a les fortaleses de Bhatinda i Phillaur (el primer era molt important perquè dominava Amritsar, i el segon tenia un gran arsenal que després fou el que va abastir de municions a les forces britàniques a Delhi). El 14 de maig es va assegurar l'arsenal de Ferozepore, on els sipais es van amotinar el dia 15 i van fugir sense càstig. El 21 de maig el 55 d'infanteria nativa es va revoltar a Mardan i va fugir a territori independent, sent molts dels rebels morts en la persecució mentre la resta foren capturats pels muntanyesos; el 7 i 8 de juny les tropes natives a Jalandhar es van amotinar i van fugir a Delhi. A la primera setmana de juliol els sipais de Jhelum i Sialkot també es van amotinar i els va seguir el 26 d'infanteria nativa a Peshawar el dia 28 d'agost.
Simultàniament a la repressió, tretze mil sipais foren desarmats sense resistència entre juny i juliol. L'enviament de forces cap a Delhi es va poder fer sense problema. Ja des del 17 de maig es va veure que Panjab no simpatitzava amb el moviment rebel i que les tropes panjabis no estaven pel motí. Era prudent doncs augmentar el seu nombre per suplir a les tropes índies. Divuit nous regiments foren aixecats a la província durant el segon semestre de l'any. Quatre regiments de les forces europees al Panjab van formar el nucli dels primers reforços enviats a Delhi i van seguir dues ales dels regiments europeus d'infanteria, seguits de tropes natives, guies natius, dos regiments de la cavalleria del Panjab, un cos del Panjab Horse, dos regiment de la infanteria del Panjab i un cos de 1.200 pioners tots reclutats entre els sikhs; set mil homes formaven el contingent de Cis-Sutlej facilitat pels sobirans de Patiala, Jind i Nabha; també hi havia una força irregular de mil homes enviada a netejar el territori a l'oest de Delhi. El transport per a aquestes tropes fou organitzat en caravanes de carros des de Multan i Ferozepore a Delhi, via Ambala. Aparells de setge, tresor, subministraments, animals i armes foren enviats des de i cap al Panjab. A l'agost va ser necessari un esforç suplementari i la resta de forces europees a al província foren enviades al setge tot i el perill de deixar la província sense soldats britànics, però les operacions de Delhi eren imperatives; es va decidir enviar al brigadier general Nicholson amb una columna mòbil amb el que es podia estalviar alguns soldats europeus. Dos mitjos regiments d'infanteria europea, el regiment 52 i tres regiments de la infanteria de Panjab foren també enviats. Va seguir una caravana amb material de setge des de Ferozepore, un ala del primer regiment balutxi de Sind i dos mil soldats del maharajà de Caixmir. Llavors només van restar a la província 4.500 europeus (incloent els malalts). Si Delhi era conquerida ràpid tot aniria bé, però si no hi podia haver problemes. Alguns símptomes de rebel·lia es van detectar a Murree i al sud de Lahore entre el Ravi i el Sutlej, que foren ràpidament reprimits. La caiguda de Delhi el 14 de setembre, va deixar les coses clares; el primer signe que la situació havia canviat fou quan els sikhs de Manjha entre el Ravi i el Sutlej, abans rebels, van començar a allistar-se com a reclutes a l'exèrcit britànic. Tots els caps natius del Panjab van ajudar els britànics excepte el de Bahawalpur que no es va decidir per cap bàndol. Els sobirans de Patiala, Jhind i Nabha van rebre alguns territoris com a recompensa i el raja de Kapurthala va rebre un gran talukdari a Oudh.
El 1859 la província del Panjab va rebre territoris: els que havien pertanyut als expropiats nawabs de Jhajjar i Baliadurgarh, i el de Delhi a la dreta del Jumna, que abans depenien de les Províncies del Nord-oest. El territori transferit incloïa el que foren els districtes britànics de Delhi, Rohtak i Jurgaon, i la major part del de Hissar, a més de parts menors dels de Karnal i Ferozepore.
Un any després de la repressió del motí es va començar (febrer de 1859) la primera línia ferroviària d'Amritsar a Multan i l'admissió d'aigua al canal de Bari Doab. Excepte les expedicions contra les tribus de saquejadors de les muntanyes, la província no fou objecte de cap fet destacat. Es van construir canals de reg, més ferrocarrils i es va ampliar la seguretat. El 1901 es va segregar la Província de la Frontera del Nord-oest amb tots els territoris a l'oest de l'Indus excepte la part a l'altre costat de l'Indus del tahsil d'Isa Khel al districte de Mianwali, el districte de Dera Ghazi Khan, i el territori ocupat per les tribus protegides a la frontera oriental i conegut com a Baloch Transfrontier. Per contra la província va incloure el districte d'Hazara, a l'est de l'Indus.
El 1919 es va produir l'anomenada "massacra de Jallianwala Bagh" a Amritsar. El 1920 es va ampliar l'autonomia de la província que va passar a ser regida per un governador amb un consell i assemblea legislativa. El 1930 el Congrés Nacional Indi va proclamar a Lahore la independència. L'1 d'abril de 1937 es va establir un govern responsable que fou presidit per Sir Sikandar Hayat Khan (que per dues vegades havia estat governador provincial i era persona de confiança dels britànics) al front d'una coalició on estaven representades les tres religions. El 1940 la resolució de Lahore de la Lliga Musulmana va adoptar la tesi de la creació d'un estat del Pakistan. El 26 de desembre de 1942 va morir Sir Sikandar Hayat Khan i el va substituir Khizar Hayat Khan Tiwana. El 1945 els enfrontament van obligar a suspendre el govern i el governador Sir Bertrand James Glancy va dirigir la provincia fins a l'abril de 1946 quan va retornar al govern Khizar Hayat Khan Tiwana. El mateix 1946 van esclatar greus enfrontaments entre les comunitats musulmana i hindú (que tenien el suport dels sikhs). La Lliga Musulmana va atacar al govern provincial unionista que va haver de dimitir i es va acordar la partició sota línies religioses (4 de març de 1947).

## Arqueologia
- Dos pilars d'Asoka foren portats a Delhi per Firuz Xah Tughluq el 1362; foren erigits originalment un a Topra al peu de les muntanyes Siwalik al districte d'Ambala, i l'altra a Meerut (Uttar Pradesh), portant escrits amb brahmi com es troba a les inscripcions d'Asoka excepte a les de Xahbazgarhi i Mansehra a la Província de la Frontera del Nord-oest.
- Ruïnes de Takshasila (Tàxila) avui conegudes com a Xahdheri, prop de Rāwalpindi.
- Al sud-est de Tàxila hi ha Manikyala, identificat pel general sir Alexander Cunningham com una de les quatre grans stupes esmentades pel pelegrí xinès Fa Hian que seria l'stupa més gran del nord de l'Índia i s'hauria construït per commemorar el sacrifici de Bodhisattva, que va donar el seu cos per alimentar a una tigressa que es moria de gana; al costat hi havia una petita stupa amb una inscripció kharoshthi recordant que fou construïda en el regnat de Kanishka I.
- A Patvhar (districte de Kangra avui a Himachal Pradesh) a 10 km al sud-est de Kanhiara (potser l'antiga Krishna-vihara), s'ha trobat una inscripció votiva budista en brahmi i kharoshthi; a Kanhiara hi ha una altra inscripció amb les dues escriptures que recorda la fundació d'un monestir i assenyala l'existència del budisme a la zona el segle II; una inscripció força més tardana a Chari té una fórmula de fe budista.
- Al sud-est del Panjab hi ha un parell de restes budistes: una inscripció i ruïnes d'una stupa a Sui Vehar i ruïna de stupa a NauXahra, a 150 km més al sud, ambdues al que fou el principat de Bahawalpur.
- Una inscripció a la Jama Masjid (Kuwwat-ul-Islam) de Delhi esmenta que l'edifici es va construir amb material resultant de la demolició de 27 temples hindús (cases d'ídols).
- Temples hindús de pedra a Baijnath (inscripció de 1239) i Nurpir. El temple a la fortalesa de Kangra fou destruït pel terratrèmol de l'abril de 1905.
- Lingam de pedra a Bajaura (a Kullu) amb escultures antigues.
- Temple de Parasu Rama a Nirmand a la vora del Sutlej amb una taula de coure de Raja Samudra Sena de data desconeguda.
- Temple d'Hidimba Devi a Manali, amb inscripció que recorda que fou construïda al segle xvi.
- Temple a Nagar.
- Temples de Devi a Barmaur i a Chitradi (a Chamba) del segle VIII
- Temple de Triloknath (a Mandi)
- temples d'estil caixmiri a Malot i Kathwar a la serra de la Sal.
- Exemples d'arquitectura musulmana del període paixtu (1193-1320) com la Kuwwat-ul-Islam, el Kutb Minar, la tomba d'Altamsh o Iltutmix i la del seu fill gran a Màlikpur, el camí d'Ala al-Din, i la mesquita Jamaat-khana a Delhi.
- Exemples d'arquitectura musulmana del període tughluk o període paixtu mitjà (1320-1414) com a les ruïnes de Tughlakabad i de Firozabad properes a Delhi, i la mesquita de Kalan entre altres monuments a la ciutat i entorn urbà.
- Exemples d'arquitectura musulmana del període paixtu tardà (1414-1556) com a la mesquita Moth-ki-masjid prop de Mubarakpur amb la seva decoració de rajoles ceràmiques esmaltades, i la impressionant mesquita Kila-i-Kohna de Xer Xah Suri a Indrapat, i altres monuments a Delhi.
  - Exemples d'arquitectura musulmana mogol (1556-1730) com a la tomba d'Humayun (construïda per Akbar), la tomba d'Azam Khan (1566), del mateix any en què es va erigir la tomba d'Adham Khan a Mihrauli; el Nila Burj (1624) i el mausoleu de Khan-i-Khanan del temps de Jahangir del que també són la primera de les moti masjids o mesquites de la perla del Panjab, feta a Lahore el 1617-1618. Xa Jahan va fundar la moderna Delhi i la va anomenar Xahjahanabad, en la qual es va construir el Fort Roig dins del qual el Diwan-iam, i l'incomparable Diwan-i-khas. A l'altre costat del Fort Roig la imposant Jama Masjid i al mig de la ciutat les petites mesquites Fatehpuri i Sirhindi. Wazir Jhan, ministre de Xa Jahan va construir la mesquita del seu propi nom a Lahore i el seu enginyer Ali Mardan va dissenyar el Jardi Shalimar a la vora de la ciutat. Aurangzeb va afegir poc a les construccions dels seus predecessors destacant la mesquita BadXahi a Lahore i la bonica mesquita de Moti Masjid al Fort Roig de Delhi. La seva filla va construir el Zinat-ul-masajid o "ornament de mesquites" a Delhi. Després d'Aurangzeb es va entrar en un període decadent que no obstant encara va produir la Moti Masjid de Mihrauli, la Fakhr-ul-masjid, i la tomba de Safdar Jang a Delhi. Característica del període són les mesquites amb cúpula daurada anomenades Sunahri, de les que n'hi ha una a Lahore i tres a Delhi.
- Estil arquitectònic del sud-oest del Panjab, caracteritzat per decoració de ceràmica blanca i blava força diferent de l'estil de ceràmica kashi de Lahore i Delhi. Els millors exemples són la tomba del santó Rukn-ud-din a Multan, la del governant nahar Tahir Khan a Sitpuk. La tomba del santó Baha-ul-Hakk, l'avi de Rukn-ud-din, datava del segle xiii però fou malmesa durant el setge de Multan el 1848 i fou reconstruïda després. Cal esmentar els Jahazi Mahal amb els seus notables frescos a Shujabad, construït per Muzaffar Khan el 1808.